# Berkeley Cars

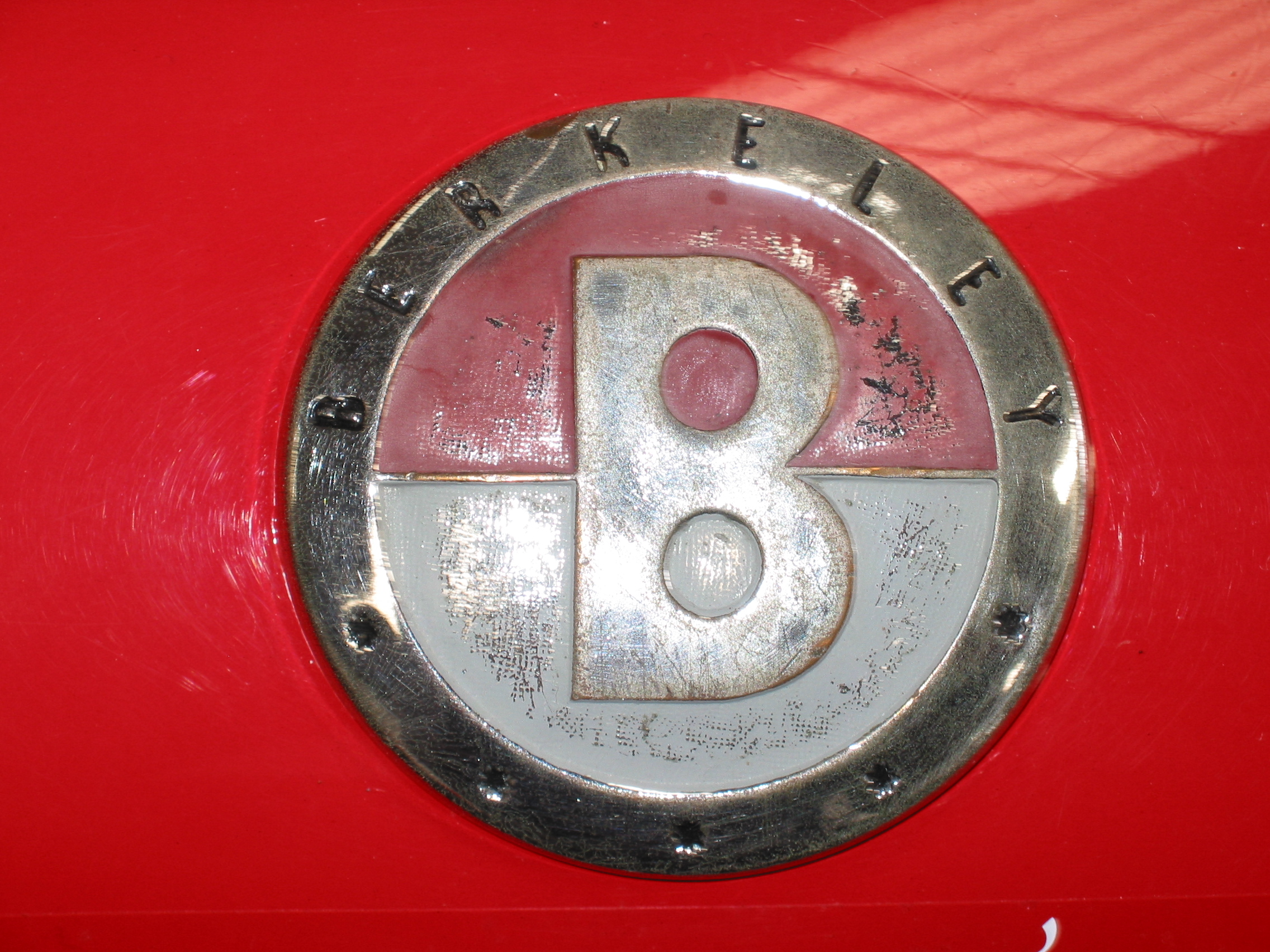
Emblem

Berkeley Cars war ein britischer Hersteller von Automobilen. Von 1956 bis 1960 baute er sportliche Kleinstwagen mit von Motorrädern abgeleiteten Motoren mit 325–700 cm³ Hubraum.

## Unternehmensgeschichte
Die Berkeley Cars Limited in Biggleswade in Bedfordshire entstand aus der Zusammenarbeit des Konstrukteurs Lawrence „Lawrie“ Bond mit der Berkeley Coachworks Limited von Charles Panter, damals einer der größten Hersteller von Wohnwagen in Europa. Berkeley Coachworks hatte viel Erfahrung in der Verarbeitung von GFK und war auf der Suche nach einem Produkt, das die Lücken in seiner saisonal stark schwankenden Wohnwagenproduktion füllen konnte. Was Panter und Bond vorschwebte, war „something good enough to win World 750cc races (…) but cheap, safe, easily repairable and pretty“. (dt.: etwas, das gut genug war, Weltmeisterschaftsrennen in der 750-cm³-Klasse zu gewinnen (…), aber billig, sicher, leicht zu reparieren und hübsch.)
Die ersten Fahrzeuge hatten auf dem britischen Markt sofort Erfolg, und so entwarf man in den vier Produktionsjahren etliche davon abgeleitete Modelle. Exportmärkte, namentlich die USA, versuchte man zu erobern und bald waren die Wagen als kleine, billige Sportwagen bekannt, die viel Spaß bereiteten, aber auch fragil waren. Die Geschäftsleitung erkannte die Chancen der mit dem Mini und dem Austin-Healey Sprite Ende der 1950er-Jahre aufkommenden Klasse und entwickelte mit Unterstützung von Ford ein konventionelleres Modell.
Ende 1960 brach der Wohnwagenmarkt ein und so zwang das Fehlen finanzieller Reserven die Berkeley Coachworks am 12. Dezember 1960 in die Liquidation, wobei der Autohersteller Berkeley Cars mitgerissen wurde. Nach der Herstellung von etwa 4100 Fahrzeugen unterschiedlicher Typen musste die Fertigung kurz vor Weihnachten 1960 eingestellt werden. Der Versuch, die Autofirma an die Sharps Commercial Ltd (Hersteller der Bond Cars) zu verkaufen, scheiterte, und so wurde Berkeley Cars 1961 ebenfalls liquidiert.
Die Fabrik wurde später von der Kayser Bondor Ltd, einem Hersteller von Damenunterwäsche, genutzt und 2002 abgerissen. Jetzt stehen dort Wohnhäuser. Eine Straße namens Berkeley Close in diesem Wohngebiet erinnert heute noch an die ehemalige Autofabrik.
Heute gibt es einen rührigen Oldtimerverein (Berkeley Enthusiasts’ Club), der den Eigentümern der einigen Hundert überlebenden Autos weltweit bei der Erhaltung der Wagen hilft und sie mit Ersatzteilen versorgt.

## Fahrzeuge
| Typ                  | Bauzeitraum | Motor              | Zylinder / Ventilsteuerung | Hubraum     | Leistung               | Bild |
| -------------------- | ----------- | ------------------ | -------------------------- | ----------- | ---------------------- | ---- |
| B60 Sports           | 1956–1957   | Anzani / Excelsior | 2 / ohne                   | 322–328 cm³ | 15–18 bhp (11–13,2 kW) |      |
| B90 Twosome/Foursome | 1957–1959   | Excelsior          | 3 / ohne                   | 492 cm³     | 30 bhp (22 kW)         |      |
| T60                  | 1959–1961   | Excelsior          | 2 / ohne                   | 328 cm³     | 18 bhp (13,2 kW)       |      |
| B95/B105             | 1959–1961   | Royal Enfield      | 4 / ohv                    | 692 cm³     | 40–50 bhp (29–37 kW)   |      |
| QB95/QB105           | 1959        | Royal Enfield      | 4 / ohv                    | 692 cm³     | 40–50 bhp (29–37 kW)   |      |
| B65                  | 1960        | Excelsior          | 2 / ohne                   | 328 cm³     | 18 bhp (13,2 kW)       |      |
| Bandit               | 1960        | Ford               | 4 / ohv                    | 997 cm³     | 39 bhp (28,7 kW)       |      |

Fahrzeuge dieser Marke sind überwiegend in Kleinwagenmuseen zu besichtigen.